# 伊扎克·赫菲
伊扎克·赫菲（希伯來語：‎，1927年1月25日—2014年9月15日）是以色列軍事人物，曾經是帕尔马赫的成员和以色列国防军将军，曾擔任過北方司令部司令和以色列情報及特殊使命局局长。